# Educatio siglo XXI
Educatio siglo XXI es una revista científica cuatrimestral española de acceso abierto dedicada a la investigación en educación. Es editada por la Universidad de Murcia en español como continuación de Anales de Pedagogía.

## Alcance
En los últimos años se ha posicionado en diversos índices internacionales de calidad de revistas científicas como CARHUS Plus+ en el grupo D, en ERIH PLUS y Latindex. Además posee el sello de calidad de la Fundación Española para la Ciencia y la Tecnología y se encuentra clasificado en la categoría B en Ciencias Sociales y en la D de Ciencias Humanas en la Clasificación Integrada de Revistas Científicas.